# ATC kod V08
ATC kod V08 Kontrastni mediji su terapeutska podgrupa sistema za anatomsko terapeutsko hemijsku klasifikaciju. Ovaj sistem alfanumeričkih kodova je razvio  za klasifikaciju lekova i drugih medicinskih proizvoda.  Podgrupa V08 je deo anatomske grupe V Ostalo.

Kodovi za veterinarsku upotrebu (ATCvet kodovi) se mogu formirati stavljanjem slova Q ispred humanih ATC kodova: QV08... 
Nacionalna izdanja ATC klasifikacije mogu da obuhvataju dodatne kodove koji nisu prisutni na ovoj listi.

## V08ARendgenskikontrastni mediji, jodirani

### V08AA U vodi rastvorni, nefrotropni, visoko osmolarni rendgenski kontrastni mediji
V08AA01 Diatrizojeva kiselina
V08AA02 Metrizojeva kiselina
V08AA03 Jodamid
V08AA04 Jotalaminska kiselina
V08AA05 Jolksitalaminska kiselina
V08AA06 Joglicinska kiselina
V08AA07 Acetrizoinska kiselina
V08AA08 Jokarminska kiselina
V08AA09 Metiodal
V08AA10 Diodon

### V08AB U vodi rastvorni, nefrotropni, nisko osmolarni rendgenski kontrastni mediji
V08AB01 Metrizamid
V08AB02 Joheksol
V08AB03 Joksaglinska kiselina
V08AB04 Jopamidol
V08AB05 Jopromid
V08AB06 Jotrolan
V08AB07 Joversol
V08AB08 Jopentol
V08AB09 Jodiksanol
V08AB10 Jomeprol
V08AB11 Jobitridol
V08AB12 Joksilan

### V08AC  U vodi rastvorni, hepatotropni rendgenski kontrastni mediji
V08AC01 Jodoksaminska kiselina
V08AC02 Jotroksinska kiselina
V08AC03 Joglikaminska kiselina
V08AC04 Adipiodon
V08AC05 Jobenzaminska kiselina
V08AC06 Jopanoinska kiselina
V08AC07 Jocetaminska kiselina
V08AC08 Natrijum jopodat
V08AC09 Tiropanoinska kiselina
V08AC10 Kalcijum jopodat

### V08AD U vodi nerastvorni rendgenski kontrastni mediji
V08AD01 Etil estri jodiranih masnih kiselina
V08AD02 Jopidol
V08AD03 Propiljodon
V08AD04 Jofendolat

## V08B Rendgenski kontrastni mediji, nejodirani

### V08BA Rendgenski kontrastni mediji sabarijum sulfatom
V08BA01 Barijum sulfat sa sredstvima za suspendovanje
V08BA02 Barijum sulfat bez sredstva za suspendovanje

## V08C Kontrastni mediji zamagnetno rezonantnu tomografiju

### V08CAParamagnetskikontrastni mediji
V08CA01 Gadopentetinska kiselina
V08CA02 Gadoterinska kiselina
V08CA03 Gadodiamid
V08CA04 Gadoteridol
V08CA05 Mangafodipir
V08CA06 Gadoversetamid
V08CA07 Feri amonijum citrat
V08CA08 Gadobenska kiselina
V08CA09 Gadobutrol
V08CA10 Gadoksetinska kiselina
V08CA11 Gadofosveset

### V08CBSuperparamagnetskikontrastni mediji
V08CB01 Ferumoksil
V08CB02 Feristen
V08CB03 Gvožđe oksid, nanočestice

### V08CX Drugi kontrastni mediji za magnetno rezonantnu tomografiju
V08CX01 Perflubron

## V08DUltrazvučnikontrastni mediji

### V08DA Ultrazvučni kontrastni mediji
V08DA01 Mikrosfere ljudskog albumina
V08DA02 Mikročestice galaktoze
V08DA03 Perflenapent
V08DA04 Mikrosfere fosfolipida
V08DA05 Sumpor heksafluorid